# Prêmio Quem de melhor atriz de televisão
O Prêmio Quem de melhor atriz de televisão é um dos prêmios oferecidos durante a realização do Prêmio Quem de Televisão realizado pela Revista Quem, destinado a melhor atriz da televisão brasileira.

## Resumo
- Atriz com mais prêmios: Giovanna Antonelli e Adriana Esteves (2).
- Atriz com mais indicações: Andréa Beltrão, Lília Cabral, Cássia Kis Magro, Patricia Pillar, Adriana Esteves, Marieta Severo, Taís Araújo e Cláudia Abreu (3) e Alinne Moraes, Giovanna Antonelli, Mariana Ximenes, Cláudia Raia, Giulia Gam, Vera Holtz, Débora Falabella, Susana Vieira, Débora Bloch e Sophie Charlotte (2).
- Atriz mais jovem a ganhar: Alinne Moraes com 28 anos por Viver a Vida (2010).
- Atriz mais jovem a ser indicada: Marina Ruy Barbosa com 21 anos por Totalmente Demais (2016).
- Atriz mais velha a ganhar: Cássia Kis Magro com 53 anos por Morde & Assopra (2011).
- Atriz mais velha a ser indicada: Laura Cardoso aos 82 anos por Caminho das Índias (2009).

## Vencedoras e indicadas
| Ano  | Vencedoras                             | Indicadas |
| ---- | -------------------------------------- | --- |
| 2007 | Camila Pitanga - (Paraíso Tropical)    | — |
| 2008 | Patricia Pillar - (A Favorita)         | - Andréia Horta - (Chamas da Vida) - Cláudia Raia - (A Favorita) - Ísis Valverde - (Beleza Pura) - Leandra Leal - (Ciranda de Pedra) - Regina Braga - (Alice) |
| 2009 | Lilia Cabral - (Viver a Vida)          | - Andréa Beltrão - (A Grande Família) - Cássia Kis Magro - (Paraíso) - Maria Flor - (Aline) - Nathália Dill - (Paraíso) - Laura Cardoso - (Caminho das Índias) - Marieta Severo - (A Grande Família) |
| 2010 | Alinne Moraes - (Viver a Vida)         | - Claudia Raia - (Ti Ti Ti) - Fernanda Montenegro - (Passione) - Giulia Gam - (Ti Ti Ti) - Mariana Ximenes - (Passione) - Vera Holtz - (Passione) |
| 2011 | Cássia Kis Magro - (Morde & Assopra)   | - Lilia Cabral - (Fina Estampa) - Regina Duarte - (O Astro) - Gloria Pires - (Insensato Coração) - Ana Beatriz Nogueira - (Insensato Coração) - Bianca Rinaldi - (Ribeirão do Tempo) - Carolina Ferraz - (O Astro) - Deborah Secco - (Insensato Coração) - Adriana Esteves - (Morde & Assopra) |
| 2012 | Adriana Esteves - (Avenida Brasil)     | - Andrea Beltrão - (Tapas & Beijos) - Cláudia Abreu - (Cheias de Charme) - Débora Falabella - (Avenida Brasil) - Fernanda Torres - (Tapas & Beijos) - Juliana Paes - (Gabriela) - Leandra Leal - (Cheias de Charme) - Letícia Persiles - (Amor Eterno Amor) - Taís Araújo - (Cheias de Charme) |
| 2013 | Giovanna Antonelli - (Salve Jorge)     | - Bianca Bin - (Joia Rara) - Bianca Comparato - (Sessão de Terapia) - Claudia Raia - (Salve Jorge) - Débora Bloch - (Saramandaia) - Giulia Gam - (Sangue Bom) - Nanda Costa - (Salve Jorge) - Sophie Charlotte - (Sangue Bom) - Susana Vieira - (Amor à Vida) |
| 2014 | Cláudia Abreu - (Geração Brasil)       | - Andrea Beltrão - (Tapas & Beijos) - Juliana Paes - (Meu Pedacinho de Chão) - Lilia Cabral - (Império) - Marieta Severo - (A Grande Família) - Marília Pera - (Pé na Cova) - Patricia Pillar - (O Rebu) - Sophie Charlotte - (O Rebu) - Taís Araújo - (Geração Brasil) |
| 2015 | Giovanna Antonelli - (A Regra do Jogo) | - Alinne Moraes - (Além do Tempo) - Cássia Kiss Magro - (A Regra do Jogo) - Débora Bloch - (Sete Vidas) - Drica Moraes - (Verdades Secretas) - Eva Wilma - (Verdades Secretas) - Grazi Massafera - (Verdades Secretas) - Irene Ravache - (Além do Tempo) - Marieta Severo - (Verdades Secretas) - Paolla Oliveira - (Além do Tempo) - Susana Vieira - (A Regra do Jogo) - Taís Araújo - (Mister Brau) |
| 2016 | Adriana Esteves - (Justiça)            | - Cláudia Abreu - (A Lei do Amor) - Débora Bloch - (Justiça) - Débora Falabella - (Nada Será Como Antes) - Mariana Ximenes - (Haja Coração) - Marina Ruy Barbosa - (Totalmente Demais) - Patricia Pillar - (Ligações Perigosas) - Tatá Werneck - (Haja Coração) - Vera Holtz - (A Lei do Amor) |